# Maria Cristina Messa

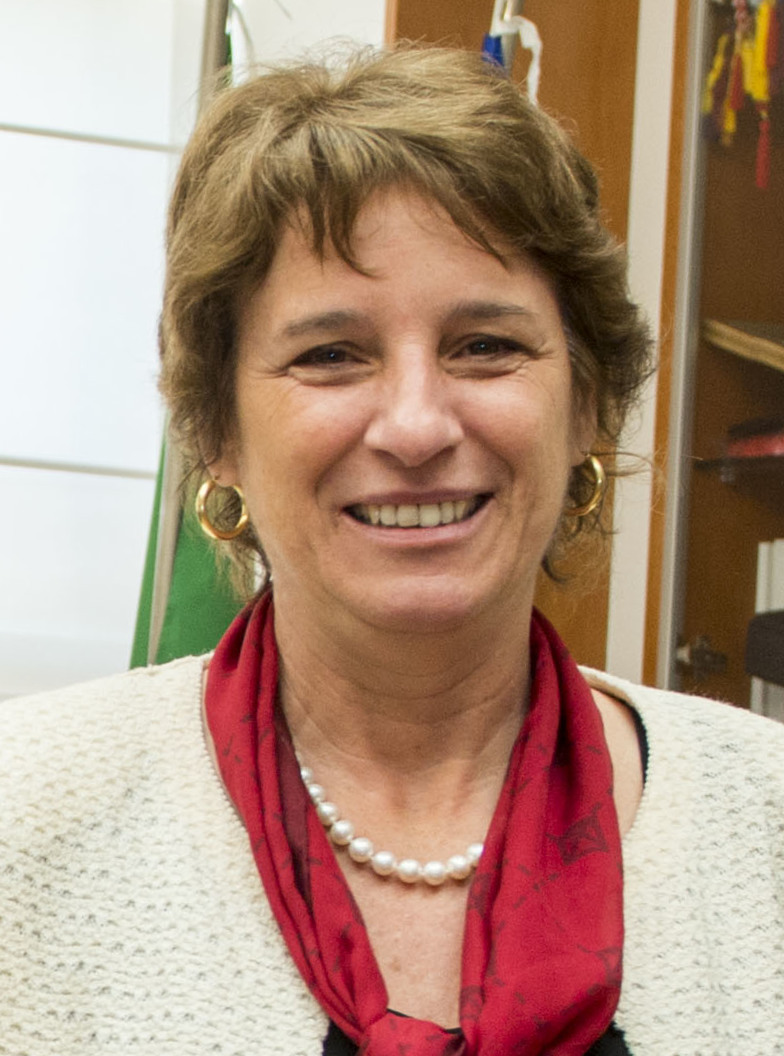
Maria Cristina Messa

Maria Cristina Messa (* 8. Oktober 1961 in Monza) ist eine italienische Ärztin und  Hochschullehrerin. Sie ist Professorin für bildgebende Diagnostik und Strahlentherapie. Von 2013 bis 2019 war sie Rektorin der Universität Mailand-Bicocca und von Februar 2021 bis Oktober 2022 Ministerin für Universitäten und Forschung im Kabinett Draghi. Messa gehört keiner politischen Partei an.

## Leben
Messa studierte Medizin an der Universität Mailand, wo sie bis 1989 auch zur Fachärztin für Nuklearmedizin ausgebildet wurde. Nach Forschungsaufenthalten im Ausland und am San-Raffaele-Krankenhaus in Mailand wurde Messa 2001 Professorin an der Universität Mailand-Bicocca und 2013 Ordinaria. Daneben war sie Leiterin der nuklearmedizinischen Abteilung des San-Gerardo-Krankenhauses in Monza, des Zentrums für molekulare Bildgebung und des Departments für Gesundheitswissenschaften der Uni Bicocca, der sie von 2013 bis 2019 als Rektorin vorstand. Messa war die erste Frau an der Spitze einer Mailänder Universität und die vierte Universitätsrektorin in der Geschichte des italienischen Universitätswesens. In der italienischen Rektorenkonferenz war sie für Forschung zuständig. Von 2011 bis 2015 bekleidete sie auch das Amt einer stellvertretenden Präsidentin des Nationalen Forschungsrates CNR.
Am 13. Februar 2021 wurde die parteilose Maria Cristina Messa auf Vorschlag von Mario Draghi von Staatspräsident Sergio Mattarella zur Ministerin für Universitäten und Forschung ernannt. Messa ist die erste Frau an der Spitze dieses Ministeriums, soweit es als eigenständiges Ministerium unabhängig vom Bildungsministerium existiert hat.
Messa ist mit einem Arzt verheiratet, den sie seit ihrer Gymnasialzeit kennt. Das Paar hat zwei erwachsene Kinder.